# (3107) Weaver
(3107) Weaver (1981 JG2) – planetoida z grupy pasa głównego asteroid okrążająca Słońce w ciągu 3,27 lat w średniej odległości 2,2 j.a. Odkryta 5 maja 1981 roku.